# FBC Veloce 1910
FBC Veloce 1910 (wł. Foot-Ball Club Veloce 1910) – włoski klub piłkarski, mający siedzibę w mieście Savona, w północno-zachodniej części kraju, grający od sezonu 2020/21 w rozgrywkach Promozione Liguria.

## Historia
Chronologia nazw:
- 1910: Unione Sportiva Veloce
- 1982: Football Club Veloce 1910
- 2008: Foot-Ball Club Veloce 1910

Klub sportowy US Veloce został założony w miejscowości Savona w 1910 roku. Początkowo zespół rozgrywał mecze towarzyskie. Po zakończeniu I wojny światowej klub dołączył do FIGC i w sezonie 1921/22 debiutował w rozgrywkach Promozione (D2), zajmując czwarte miejsce w grupie G. Przed rozpoczęciem sezonu 1922/23 ze względu na kompromis Colombo dotyczący restrukturyzacji mistrzostw, klub został zakwalifikowany do Terza Divisione Ligure (D3), zajmując znów czwarte miejsce w grupie A. W 1924 po raz kolejny był czwartym w grupie A, a w 1925 uzyskał piąta lokatę w grupie E Terza Divisione Ligure. Sezon 1925/26 zakończył na szóstej pozycji w grupie D.
Po reorganizacji systemu ligi w 1926 i wprowadzeniu najwyższej klasy, zwanej Divisione Nazionale klub w sezonie 1926/27 pozostał Terza Divisione Ligure, która została obniżona do czwartego poziomu. W sezonie 1929/30 po podziale najwyższej dywizji na Serie A i Serie B poziom Terza Divisione został zdegradowany do piątego stopnia. W 1932 zespół otrzymał promocję do Seconda Divisione. W sezonie 1933/34 zajął 8.miejsce w grupie A Seconda Divisione Liguria, ale potem zrezygnował z dalszych występów w mistrzostwach i zawiesił działalność.
Po zakończeniu II wojny światowej, klub wznowił działalność i został zakwalifikowany do Prima Divisione Ligure. W 1948 roku w wyniku reorganizacji systemu lig poziom Prima Divisione został zdegradowany do piątego stopnia. W 1950 zespół awansował do Promozione. W 1952 po kolejnej reorganizacji systemu lig poziom Promozione został zdegradowany do piątego stopnia. W 1955 klub otrzymał promocję do IV Serie. W 1957 spadł do Campionato Interregionale - Seconda Categoria, która w 1959 zmieniła nazwę na Prima Categoria Liguria. W 1962 spadł na rok do Seconda Categoria Liguria. W 1968 roku Prima Categoria Liguria została zdeklasowana do szóstego poziomu, jako drugi poziom regionalny. W 1977 został promowany do Promozione Liguria, ale po roku spadł z powrotem do Prima Categoria Liguria. Przed rozpoczęciem sezonu 1978/79 Serie C została podzielona na dwie dywizje: Serie C1 i Serie C2, a poziom Prima Categoria został obniżony do siódmego stopnia. W 1982 wrócił do Promozione Liguria, po czym zmienił nazwę na FC Veloce 1910. Po zakończeniu sezonu 1988/89, w którym zajął 14.miejsce w grupie A Promozione Liguria, klub z powodu problemów finansowych dobrowolnie spadł do Terza Categoria Savona (D10). W 1991 awansował do Seconda Categoria Liguria. W 1994 roku zespół został promowany do Prima Categoria Liguria, ale po roku spadł z powrotem do Seconda Categoria Liguria. W 2001 znów otrzymał awans do Prima Categoria Liguria. W 2007 klub z nazwą FBC Veloce 1910 awansował do Promozione Liguria, a w 2010 do Eccellenza Liguria. Przed rozpoczęciem sezonu 2014/15 wprowadzono reformę systemy lig, wskutek czego Eccellenza awansowała na piąty poziom. W 2015 roku zespół spadł do Promozione Liguria, a w 2017 do Prima Categoria Liguria. W sezonie 2018/19 zwyciężył w grupie A Prima Categoria Liguria i awansował do Promozione Liguria.

## Barwy klubowe, strój
|  |

Klub ma barwy granatowe. Zawodnicy domowe spotkania zazwyczaj grają w granatowych koszulkach, granatowych spodenkach oraz białych getrach.

## Sukcesy

### Trofea międzynarodowe
Nie uczestniczył w rozgrywkach europejskich (stan na 31-05-2020).

### Trofea krajowe
| \| \| Zdobyte trofea w rozgrywkach Włoch (stan na: 31-08-2020) \| |                                                          |      |             |
| Rozgrywki                                                         | Osiągnięcie                                              | Razy | Sezon(y)    |
| · Mistrzostwo                                                     | I miejsce                                                | 0    |             |
| · Mistrzostwo                                                     | II miejsce                                               | 0    |             |
| · Mistrzostwo                                                     | III miejsce                                              | 0    |             |
| · Puchar                                                          | zdobywca                                                 | 0    |             |
| · Puchar                                                          | finalista                                                | 0    |             |
| II liga                                                           | I miejsce                                                | 0    |             |
| II liga                                                           | II miejsce                                               | 0    |             |
| II liga                                                           | III miejsce                                              | 0    |             |
| II liga                                                           | 4.miejsce                                                | 1    | 1921/22 (G) |
| Włochy                                                            | Zdobyte trofea w rozgrywkach Włoch (stan na: 31-08-2020) |      |             |

- Terza Divisione Ligure (D3):
  - 4.miejsce (2x): 1922/23 (A), 1923/24 (A)

## Struktura klubu

### Stadion
Klub piłkarski rozgrywał swoje mecze domowe na Campo sportivo Felice Levratto w mieście Savona o pojemności 300 widzów. Również występował na boisku Campo sportivo "Giuan Nasi".

### Derby
- Albenga Calcio 1928
- Baia Alassio Calcio
- ASD Imperia
- Pro Savona Calcio
- Sanremese Calcio
- ASD Speranza FC 1912
- Ilva Savona
- Ventimigliese Calcio